# 行宫伯爵
行宫伯爵（拉丁語：comes palatinus），另译普法尔茨伯爵、王权伯爵，是一种起源于罗马帝国后期、在中世纪以后主要由神圣罗马帝国等国家使用的贵族头衔。行宫伯爵头衔中的一词源于拉丁语词，意为行宫。行宫伯爵是王权的直接代理人，在领地内可以行使完整王权，对领地事务有较高处置权。

## 历史

神圣罗马帝国的普法尔茨纹章

罗马帝国后期，部分皇帝身边的近臣会被封为，一般认为这是行宫伯爵头衔的起源。君士坦丁大帝后，也用来指首都与首都周边的驻军，以区分其他地区的驻军。拜占庭帝国一些主管帝国领地事务或财政的官员也会被封为。在罗马帝国崩溃后，法兰克王国开始将部分高级官员册封一种名为的新头衔，代替国王处理部分事务。后来，逐步发展为拥有超过一般伯爵权力的行宫伯爵（comes palatinus）。行宫伯爵在领内可视为国王本人，能行使完整的王权，同时拥有最高司法权力。

## 使用
神圣罗马帝国的行宫伯爵是一种拥有较大自主权的诸侯，对领地拥有较大处置权。历史上神圣罗马帝国曾册封过巴伐利亚行宫伯爵、勃艮第行宫伯爵、洛塔林吉亚行宫伯爵、莱茵行宫伯爵、图宾根行宫伯爵，以及萨克森行宫伯爵。神圣罗马帝国行宫伯爵的领地又称为“普法尔茨”。莱茵行宫伯爵曾是神圣罗马帝国的选帝侯。
除神圣罗马帝国外，英格兰、苏格兰、匈牙利，以及波兰等国也使用过行宫伯爵头衔。